# Tapurla
Tapurla est un village de la commune de Kuusalu du comté de Harju en Estonie.
Le village est situé sur la péninsule de Juminda.
Au 31 décembre 2011, il compte 28 habitants.